# Guillaume Coustou, il Giovane
Guillaume Coustou il Giovane (Parigi, 19 marzo 1716 – Parigi, 13 luglio 1777) è stato uno scultore francese.
Era figlio di Guillaume Coustou e nipote di Nicolas Coustou, entrambi rinomati scultori, e fratello di Charles-Pierre Coustou, avvocato e architetto del re.

## Biografia
Destinato alla carriera del padre e dello zio, ottenne il prix de Rome nel 1735, che gli permise di frequentare l'Accademia di Francia a Roma dal 1736 à 1740.
Rientrato in Francia, lavorò ai Cavalli di Marly sotto la guida del padre. Ricevuto all'Accademia reale di pittura e scultura nel 1742 con Vulcano, ai tempi in cui suo zio ne era condirettore, fu nominato professore nel 1746 e poi rettore.

Vissuto a lungo all'ombra di padre e zio, è talvolta considerato, a torto, come artista meno brillante di essi. Se per Hoefer egli, 
(Hoefer, Nouvelle biographie générale: depuis les temps les plus reculés jusqu'à nos jours, tomo 12, Parigi, Firmin-Didot frères, 1854-1866)
rimane uno dei grandi scultori francesi della metà del XVIII secolo, a fianco di Louis-Claude Vassé, Jean-Baptiste Lemoyne, Jean-Baptiste Pigalle o Augustin Pajou. Ne è testimone il numero di ordini ch'egli ricevette dalla corona. È d'altra parte vero che un dilettante dichiarato quale il marchese di Voyer fece appello a lui per i gruppi scolpiti negli avancorpi del suo castello di Asnières ove operarono i maggiori artisti del tempo. A fianco del confratello René-Michel Slodtz, egli è parimenti l'autore di una parte delle decorazioni scolpite delle facciate del fabbricato eretto da Ange Jacques Gabriel su ordine del comune di Parigi e a scelta del re Luigi XV, ai numeri 2, 4, 6, 8 e 10 di place de la Concorde a Parigi (allora "place Louis XV").
Egli scolpì un Apollo per Bellevue, la residenza di Madame de Pompadour a Meudon.
Egli diresse la realizzazione del mausoleo del Delfino Luigi Ferdinando di Borbone-Francia, figlio di Luigi XV, nella cattedrale di santo Stefano a Sens. Guillaume Coustou, a chi gli aveva commesso l'opera, sentendosi indebolito dall'età, getto gli occhi su uno dei suoi allievi, Julien, come sullo scultore più capace di aiutarlo in questa grande impresa. Assecondato da Jacques-Philippe Beauvais, suo condiscepolo e amico, Julien terminò completamente la statua dell'Immortalità della quale Coustou non aveva fatto altro che un abbozzo.

## Opere custodite in collezioni pubbliche
(elenco incompleto)
In Germania

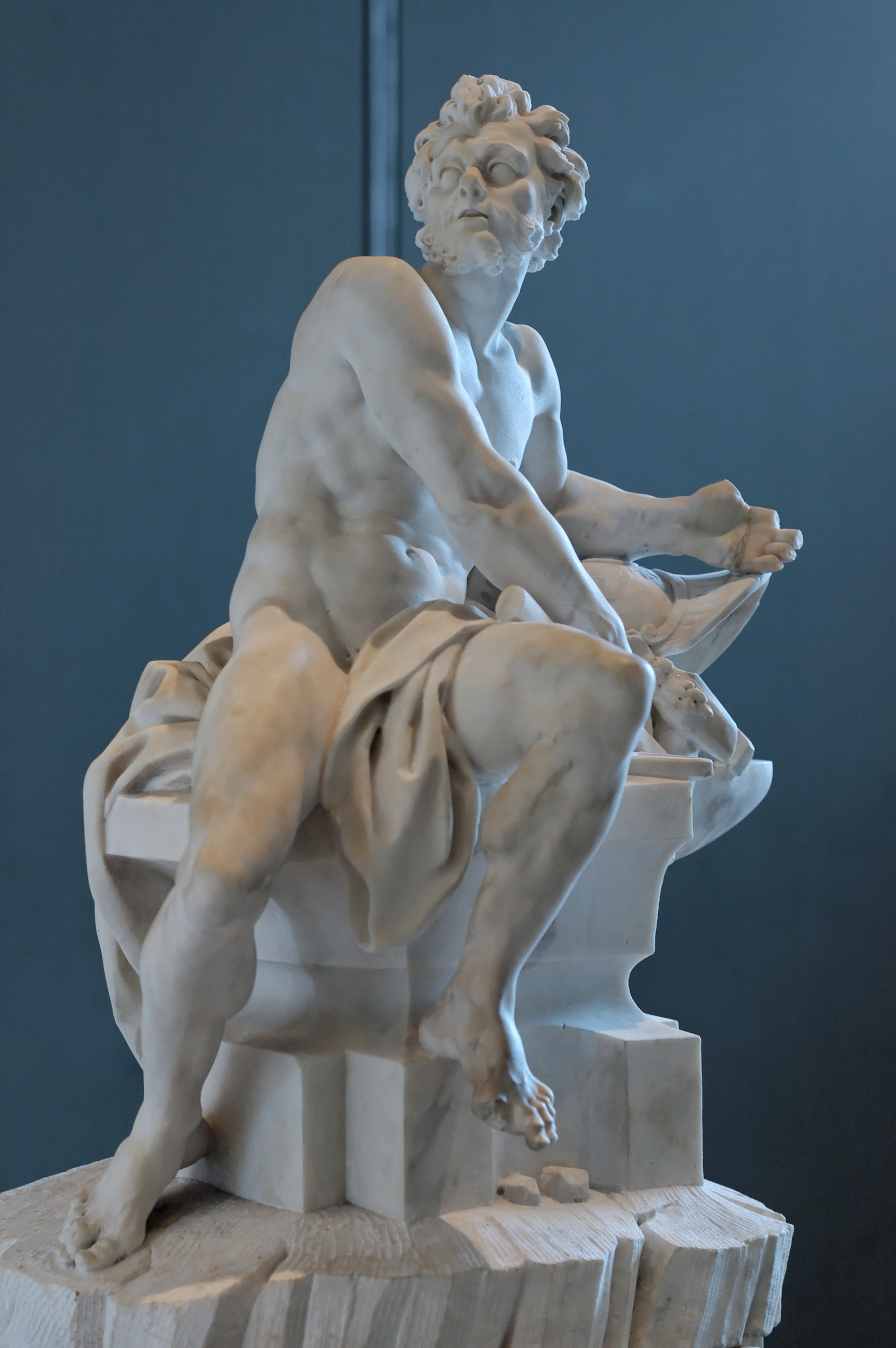
Vulcano (1742), marmo, Parigi, museo del Louvre.

- Potsdam, Palazzo di Sanssouci : Venere e Marte, marmo, ordinato da Federico II di Prussia nel 1764, terminato nel 1769;

In Francia
- Asnières, castello di Asnières: Apollo e Venere, statue che ornano l'avancorpo del castello;
- Parigi, museo del Louvre :
  - Vulcano, 1742, marmo;
  - Venere, terracotta, riduzione con varianti della statua omonima in marmo;

Nel Regno Unito
- Londra, Victoria and Albert Museum : Ganimede, 1761.

## Allievi
(elenco incompleto)
- Claude Dejoux;
- François Devosge (1732-1811) ;
- Pierre Julien;
- Jean-Baptiste Stouf (1742-1827).